# Cordyceps barberi
Cordyceps barberi är en svampart som beskrevs av Giard 1894. Cordyceps barberi ingår i släktet Cordyceps och familjen Cordycipitaceae.   Inga underarter finns listade i Catalogue of Life.